# Aranha pirata

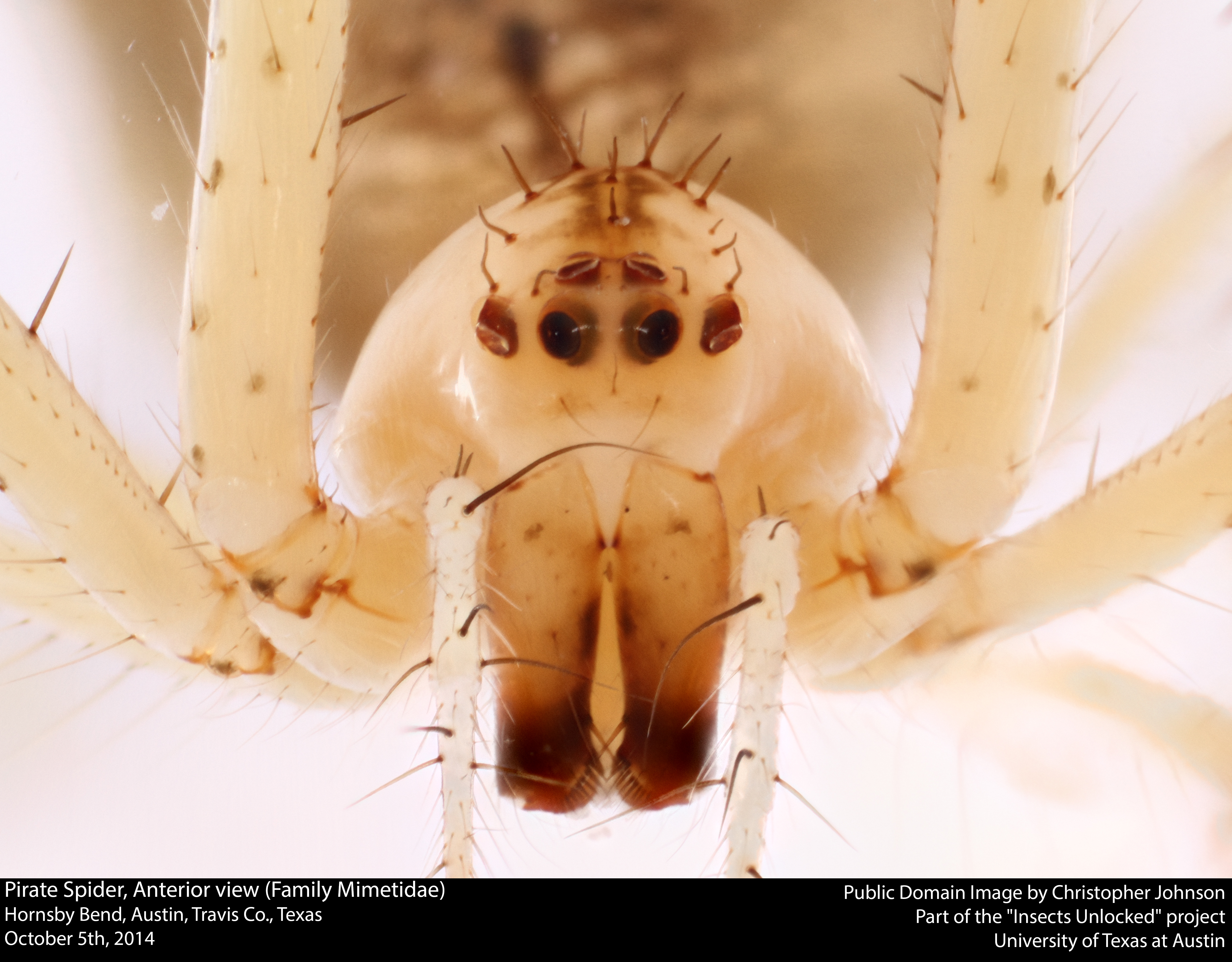
Foto de uma aranha da espécie

A Aranha Pirata é um membro da parte da família Mimetidae e da ordem Arachnida. Elas são aranhas de araneomorphae, que tipicamente se alimentam de outras aranhas.

## Descrição
Essa aranha possui como características a cor amarela, marrom e vermelha. Diferente de outras, encontramos a presença de espinhos nas suas patas dianteiras.

## Ataque
Essa aranha ataca outras aranhas para poder roubar suas teias, por causa de não ter a habilidade de construir suas próprias teias. Primeiramente se aproxima da outra aranha e em seguida dá o bote, prendendo a presa em suas pernas com espinhos que recebem o nome de macrosetae. Depois, morde a aranha e injeta um forte veneno.